# Сюйлюй-Цюаньцюй
Сюйлюй-Цюаньцюй (кит. трад. 虛閭權渠, упр. 虚闾权渠, пиньинь Xūlǘ Quánqú) — шаньюй хунну с 68 года до н. э. по 60 год до н. э.. Избран шаньюем. При нём хунну ослабли, воюя одновременно против Китая и своих восставших данников.

## Правление
Вступив на престол, Сюйлюй-Цюаньцюй сместил яньчжи — жену Хулугу, на которой по обычаю ханнов должен был жениться, а яньчжи сделал дочь западного великого предводителя. Отец прежней яньчжи Великий восточный Цзюйцюй затаил ненависть к шаньюю. Шаньюй узнал, что китайцы заняли почти все гарнизоны с северной границы. Сюйлюй-Цюаньцюй созвал совет князей. Озлобленный Цзюйцюй посоветовал ему отрядить его и Хулуцы с 20 000 конников и пойти на переговоры с Китаем и напасть неожиданно. Неясно что задумал Цзюйцюй, но три сбежавших хунна предупредили китайцев и граница была укреплена. 20 000 конников готовы были отразить набег.
Осенью 68 годы шаньюй, несмотря на падёж скота, пошёл войной на отколовшийся род Сижу на востоке. Сижу отбили первое нападение и ушли в Китай. В 67 году Сиюйцы напали на союзный хуннам Чэши, пленили его князя. Шаньюй смог отбить часть турфанской земли и сделал правителем Цзумо, родственника прежнего князя. В 66 китайцы начали создавать колонию в Чэши. Хунну готовились к войне на западе и шаньюй приказал двум великим предводителям с 20 000 конницы занять западную часть чэшиских земель и организовать там земледелие. В 64 эти князья соединились с князьями Юэцзянями и 6000 воинов напали на китайские поселения в Чэши, но взять их не смогли. В 63-60 динлины нападали на северную границу хунну и грабили кочевья. В 62 году 10 000 хуннов безрезультатно воевало с ними.
В 62 шаньюй решил, что хунну вновь готовы к войне, он собрал 100 000 воинов и пошёл к границе с Китаем. Хунн Тичуцюйтану бежал в Китай и рассказал о планах шаньюя. Тичуцюйтану получил титул лусилухоу, а Чжао Чунго приготовился с 40 000 конницы устроить засаду на шаньюя. Сюйлюй-Цюаньцюй уже выступил в поход, но у него началось кровотечение во рту и он отменил поход. Он пытался договориться о мире и родстве, ответа не было.
В 60 году он умер.